# Suárez (Cauca)
Suárez é um município da Colômbia, localizado no departamento de Cauca.